# Гимназия № 9 (Екатеринбург)

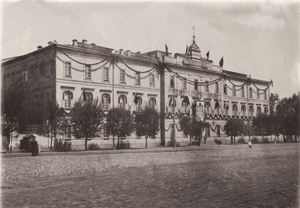
Вид на главный фасад гимназии, начало 1870-х годов

Здание гимназии начинает ансамбль набережной Рабочей Молодёжи
Памятные доски
Гимназия № 9 (до революции — «Екатеринбургская мужская гимназия»; в советское время — «Средняя школа № 9»; в просторечии — «Девятка») — одно из старейших учебных заведений Екатеринбурга, основана в 1861 году. Расположена в самом центре города — между площадью 1905 года и «Плотинкой».
Гимназия была колыбелью первого екатеринбургского научного общества — УОЛЕ — и Краеведческого музея.
В послевоенные годы специализация гимназии постепенно расширялась — от научно-технической к физико-математической и химической. Затем были добавлены медико-биологическая и экономическая специальности. С 1993 года гимназия — ассоциированная школа ЮНЕСКО. Согласно исследованию Begin Group, к 2011 году гимназия входила в десятку сильнейших школ России. В 2013 году во впервые составленном Московским центром непрерывного математического образования списке 25 сильнейших школ России по показателям ЕГЭ, Всероссийских и международных олимпиад гимназия № 9 также замкнула первую десятку.

## История

### От момента создания до революции 1917 года
Впервые вопрос об открытии в Екатеринбурге гимназии ставился официально ещё в 1831 году. Но тогда из-за разногласий между купечеством и промышленниками прийти к решению не удалось.
К 1861 году тот же вопрос уже перезрел — Екатеринбург стал крупным промышленным центром, многие граждане остепенились и желали отправлять своих детей учиться в Москву и Петербург. В Перми уже действовала гимназия, а Екатеринбург был более крупным городом. Оттуда и пригласили первого директора — Александра Дмитриевича Крупенина, который был назначен на должность 31 октября 1861 года. Хотя сначала классы гимназии занимали только второй этаж здания, а на двух других располагалось горное училище, год отмены крепостного права считается датой основания гимназии.
В 1867 году А. Д. Крупенина на посту директора заменил Вячеслав Всеволодович Всеволодов. В том же году перебрался в Екатеринбург из Ярославля и Онисим Егорович Клер. Ещё в Ярославле он увлёкся краеведением в рамках местного общества. Сразу же после приезда 22-летний Онисим Клер высказал предложение создать подобное «общество любителей естествознания» на Урале и нашёл союзников в лице нового директора гимназии, управляющего Горным училищем Н. К. Чупина и других своих коллег по гимназии.
Так в стенах Гимназии и по инициативе её преподавателей зародились «Уральское общество любителей естествознания» (УОЛЕ) и краеведческий музей.
Одним из членов УОЛЕ был передовой и талантливый учитель математики и физики Василий Иванович Обреимов, который по отзывам коллег и директора гимназии «обладал обширными и разнообразными знаниями», а также «пользовался любовью и уважением учащихся». Кроме научной и краеведческой деятельности он, будучи «чайковцем», также проводил «народнические» лекции. В 1872 году, когда на чайковцев начались первые гонения, его попытались уволить.

«принял на себя пропаганду иррелигиозности, равноправия мужчин с женщиной, равенства всех» 

«давал ученикам … книгу Флеровского „Азбука социальных наук“ и другие социалистические сочинения»
— из доноса попечителя Казанского учебного округа Шестакова на имя Д. А. Толстого 14 мая 1872
Гимназисты выразили дружный протест, что привело власти в негодование. В. И. Обреимов и другие поддержавшие его учителя были высланы без права учительствовать. Досталось и Онисиму Клеру, а Вячеслав Всеволодов вынужден был покинуть свой пост.
Следующие несколько лет директора сменяли один другого: Яков Иванович Предтеченский (1872—1874), Владимир Ермилович Розов (май-ноябрь 1874), Александр Глебов (1874—1875). И только Василий Львович Соловьёв, заняв пост директора гимназии в 1875 году, смог удержаться на нём шесть лет. При нём гимназия наконец-то расширилась и заняла всё здание, а Горное училище переехало в корпус напротив.
В 1879 году в цетре второго этажа усилиями купца и бывшего городского головы  М.А. Нурова была оборудована Покровкая церковь. 
Старостой церкви стал купец и будущий городской голова И.И. Симанов.
Следующими директорами до революции были:
- 1881—1884 — Павел Фёдорович Дмитриев
- 1885—1890 — Андрей Никитич Сатурнов
- 1890/91—1902 — Михаил Прокопьевич Федеров
- 1902—1903/04 — Степан Иванович Бех (исполняющий обязанности)
- 1904/05—1919 — Альфред Карлович Яненц[10]

В 1908 году в России сдвинулась с места намечавшаяся уже 10 лет реформа физкультурного образования. В 1910 году Альфред Карлович пригласил в гимназию для преподавания модной тогда «Сокольской» гимнастики наставника из Чехии — Матвея (Матиаса) Францевича Немца.  В том же году — с импортированием из той же Чехии началось строительство спортивного зала по проекту К. Т. Бабыкина. Лучший, на тот момент, на Урале гимнастический зал был построен к 1912 году со стороны набережной — она тогда так и называлась — «гимназическая».

### Советский период
В 1919 году здание занял штаб III Красной Армии. В 1920 году — разместилось правление Пермской железной дороги. УОЛЕ было ликвидировано в 1927—1929 годах, а многие его члены подверглись репрессиям.
В 1928 году в здание гимназии вернулись школьники. У многих школ на тот момент не было собственных помещений и в здании бывшей мужской гимназии разместили сначала школу № 4, затем школы № 2, 12, 43, 129. Ученики и классы этих школ постоянно перемешивались. В 1937 году начальник горОНО И. И. Казакова положила этому конец, издав приказ об образовании из начальной школы № 43 и части средних классов школы № 129 новую школу № 9 и перемещении её в новое здание с отдельной котельной по адресу 9 января, дом 51а (ныне это улица Бориса Ельцина, а здание снесено).
От номера школы пошло её неофициальное название — «Девятка» — так екатеринбуржцы называют гимназию и сейчас.
Примечательно, что «Девятка» вовсе не задумывалась изначально как какое-то элитное учебное заведение, каковым она сейчас является. Наоборот, в неё отправляли из других школ детей практически безнадёжных. Первым директором школы — до 1943 года — был Сергей Васильевич Иванов.
В годы войны 1941—45 годов в здании школы № 9 размещались эвакогоспитали № 1326 (он же — № 1708, в/ч 282), 3866 (в/ч 463). Школа № 9 вернулась в своё здание в 1943 году (альтернативная версия — госпиталь был в снесённом здании на бульваре Ельцина, 51а — тогда ул. 9 января, — а школа вернулась в своё здание в 1941 году)[уточнить].
Директора школы в военный и послевоенный период:
- 1945 — Поможинский, Кочеврягина А.
- 1945—1951 — Казимирова Мария Антоновна
- 1951—1953 — Сырнев Павел Иванович
- 1953—1961 — Иванова Клавдия Ильинична
- 1961—1964 — Тищенко Фёдор Степанович
- 1964—1965 — Важенина Антонина Николаевна
- 1965—1982 — Безуглов Василий Тимофеевич
- 1982—1987 — Фадеева Галина Сергеевна
- 1987—2008 — Желтоножко Валентина Мефодьевна[h 12]
- 2008—2015 — Сибирцева Екатерина Александровна
- 15.12.2015—н.в. — Кулькова Лариса Ивановна[13][14]

### Реконструкция 2006—2007 годов
К началу 2000 здание гимназии нуждалось в капитальном ремонте и было принято решение о проведении реконструкции, которая началась в 2006 году. Фасад здания при реконструкции, как и за 150 предыдущих лет, практически не изменился, но было оформлено крыльцо.  Вместо внутреннего двора с бомбоубежищем, где в советское время сначала был огород, а позже проводились уроки НВП, построили современные танцзал, актовый зал и столовую. Пристрой добавил в гимназии 250 новых мест.
С другой стороны, 150-летние[уточнить] лестницы (центральную и боковые), бывшие одним из символов «Девятки», демонтировали вместе с переделкой всех перекрытий.

### Прекращение приёма первоклассников
После изменений в правилах приёма первоклассников в 2011 году, вызвавших недовольство родителей, было принято решение отделить начальную школу от девятой гимназии и прекратить приём первоклассников с 2013 года, а базовой для «Девятки» выбрать начальную школу № 69 — с ней было заключено соглашение. Первоначально планировалось прекратить приём первоклассников с 2012 года, но оно так и не было окончательно утверждено.
В ряде интервью директор гимназии пояснила, что престижные школы действующими законодательством и распоряжениями поставлены в двусмысленное положение. С одной стороны, желающих отдать в них своих детей много больше, чем они могут принять в свои классы. С другой — школам запрещено проводить какое-либо тестирование дошкольников при приёме в школу или выделять тех, кто живёт в прилегающих районах. Последнее ограничение, к тому же, достаточно легко обходится при помощи формальной временной регистрации.

## Роль гимназии в жизни Екатеринбурга
Появившись в Екатеринбурге раньше университета, гимназия приобрела, с одной стороны, репутацию «элитного» заведения — в ней учились дети многих крупных сановников, организаторов первого научного общества, мэров, партийной элиты в советский период, что породило слухи о недоступности образования в ней для «простых смертных». Однако достоверных подтверждений этим слухам не имеется, но есть факты, свидетельствующие об обратном.
С другой стороны, по той же причине гимназия сразу стала центром притяжения научного сообщества, образовалась атмосфера творческого поиска и открывающихся перспектив. Удивительным образом эту атмосферу гимназии удалось пронести через революции XX века. В результате учащиеся гимназии регулярно побеждают на региональных и всероссийских турах олимпиад школьников, выигрывают всевозможные конкурсы и оканчивают школу с наивысшими баллами.
В школе действуют несколько организаций, в том числе с международным статусом. Например, клуб «Центр» имеет статус «клуб ЮНЕСКО».
Исторически так сложилось, что Гимназия играла важную роль и в общественной жизни города, а директор гимназии был традиционно фигурой не только административной, но и политической — к его мнению прислушивались, а в преддверии выборов искали расположения.
Здание гимназии является памятником культуры федерального значения. Оно выходит своими западными окнами прямо на Площадь 1905 года, а восточными — на набережную Рабочей молодёжи (в XIX веке — «Гимназическую набережную»). Гимназия была включена в список наиболее интересных и исторически значимых объектов Екатеринбурга, объединённых «Красной линией», который формировался по результатам широкого обсуждения и голосования на портале проекта.

Архитектурные элементы
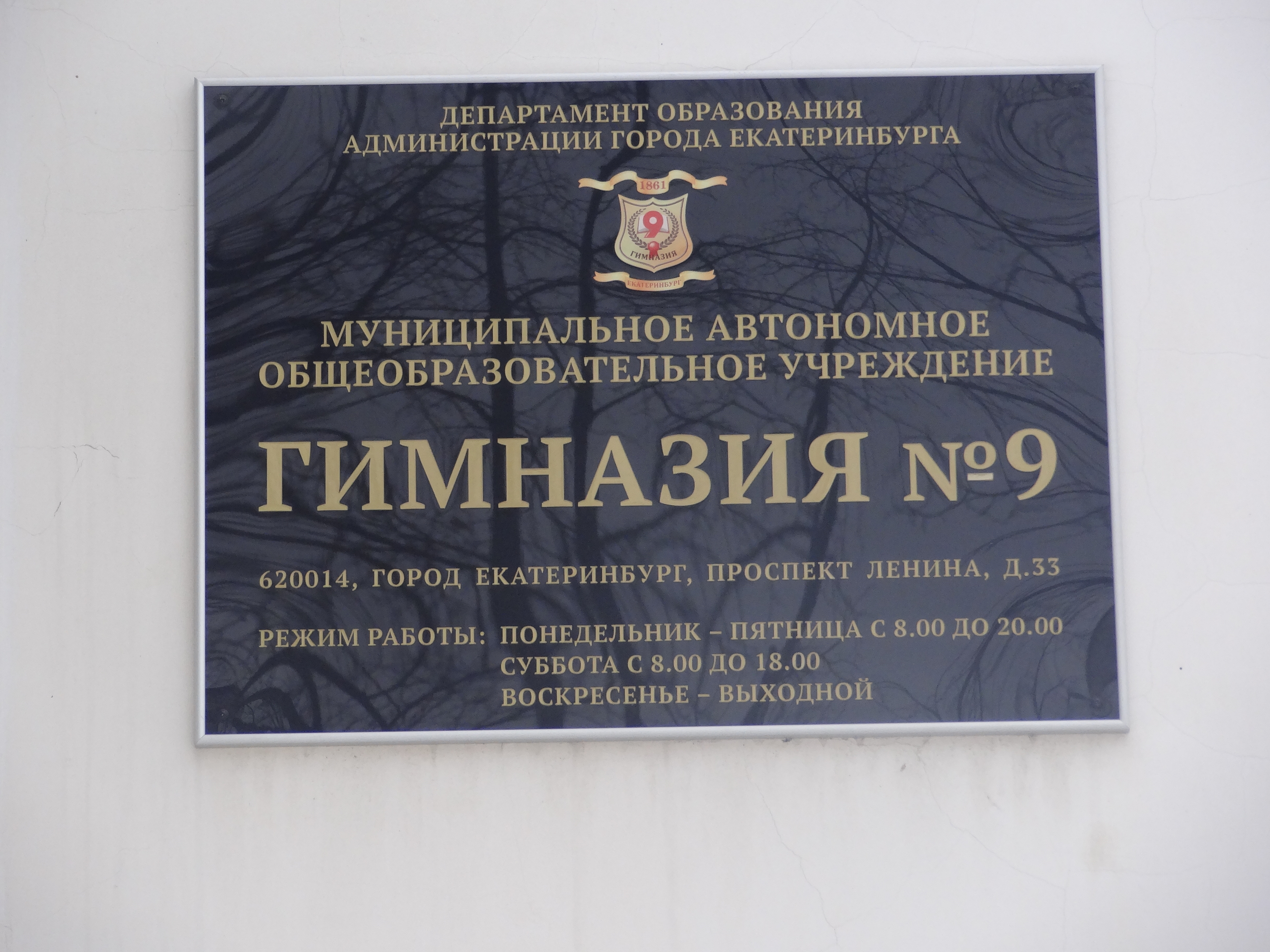
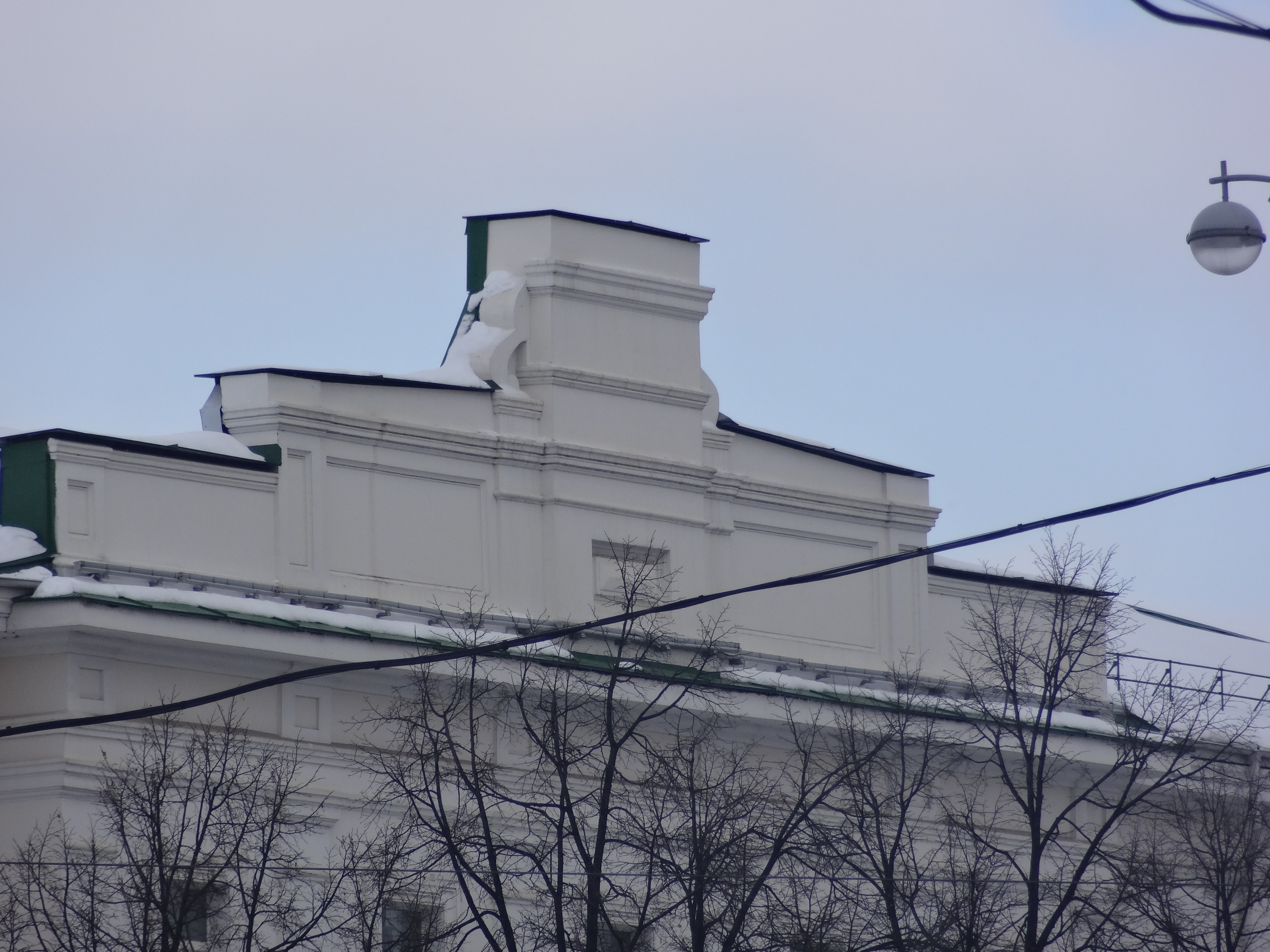
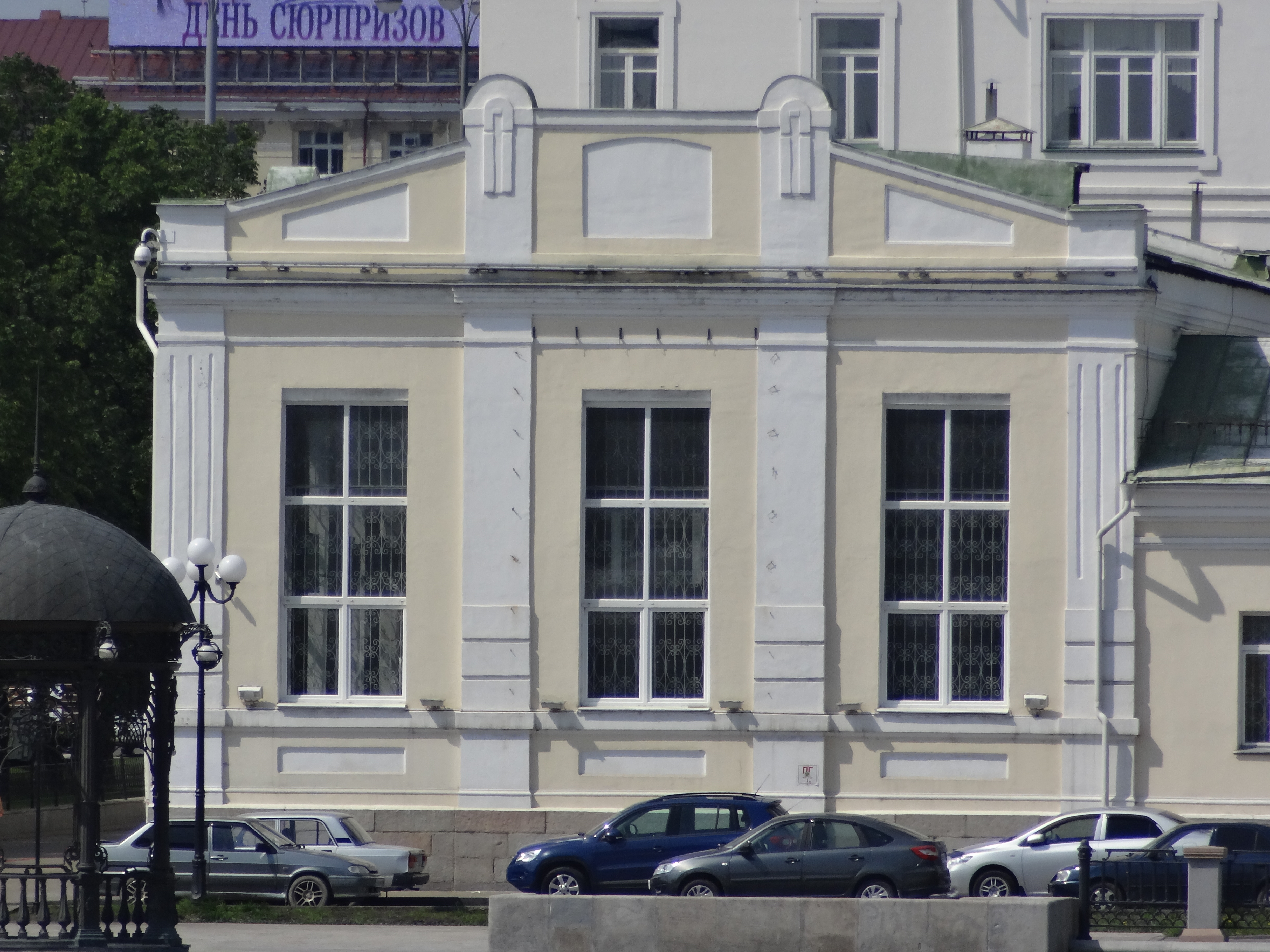
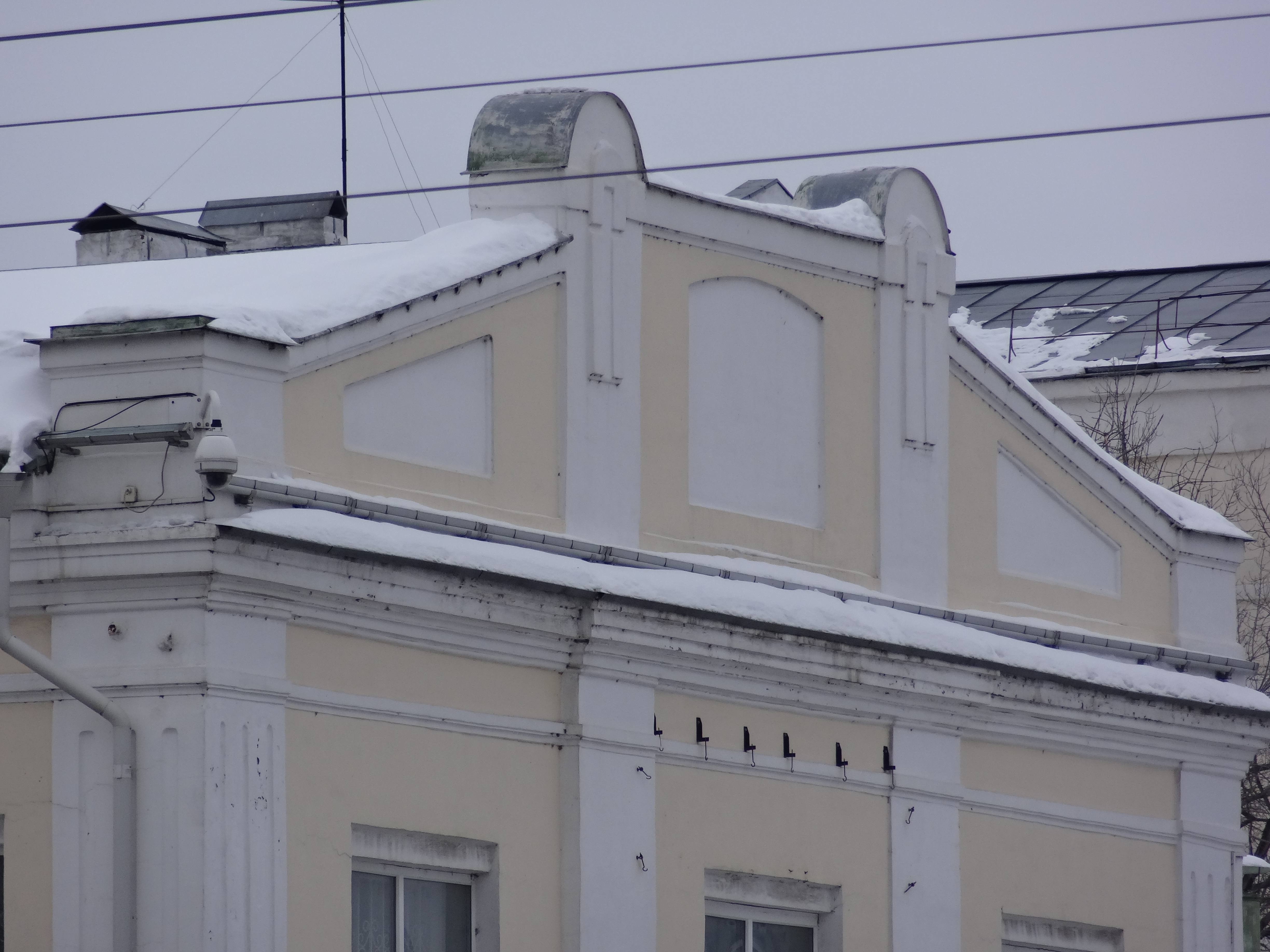

## Мероприятия

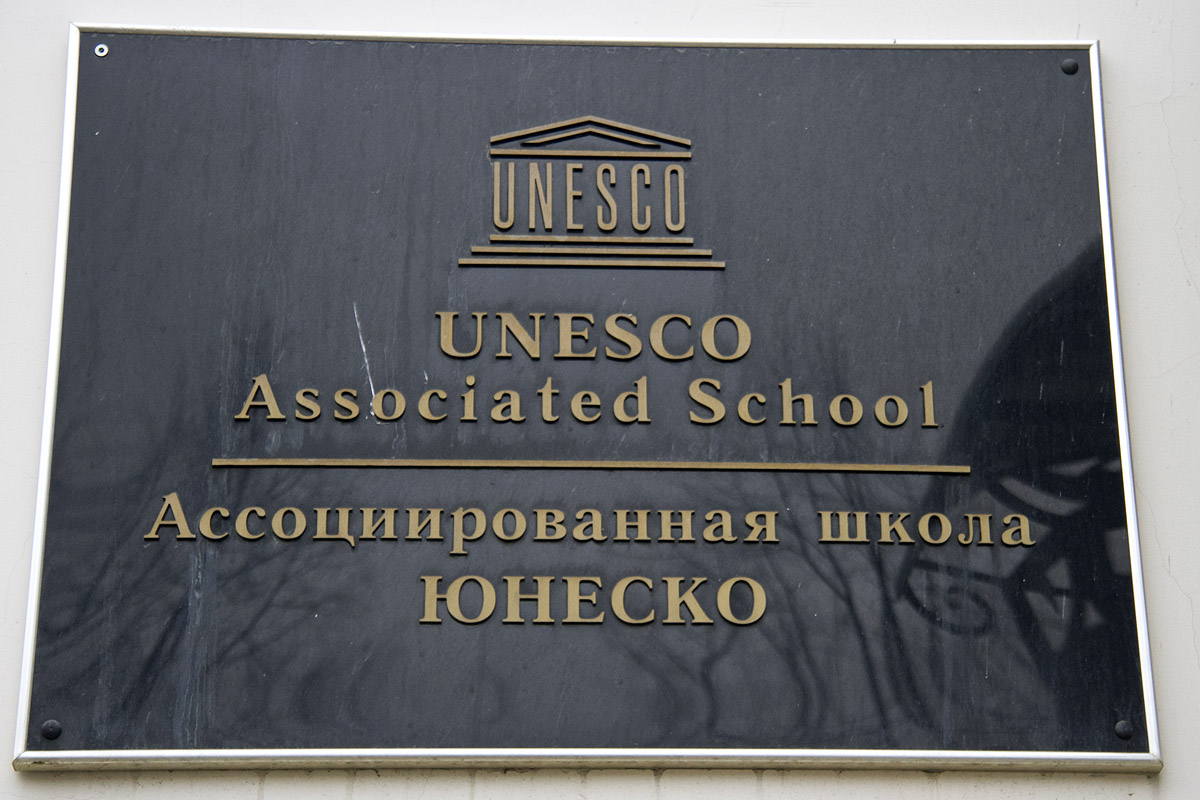
Табличка на фасаде гимназии

Традиционно гимназия тесно сотрудничает с научными организациями. Собственно, первое научное общество — УОЛЕ — и зародилось, и действовало первое время в её стенах. Деятельность учителей и учеников до революции 1917 года была тесно переплетена с ним и с метеорологической станцией (см. разделы о выпускниках и учителях). Так же тесно были связаны судьбы гимназии с Горным училищем — одним из первых и крупнейших уральских учебных заведений того времени.
В советский период было налажено сотрудничество с Уральским университетом и Академией наук, где работают многие её выпускники. Задолго до введения ЕГЭ выпускные экзамены в профильных классах школы № 9 засчитывались в качестве вступительных на соответствующие факультеты Университета.
В послеперестроечное время гимназия активно участвует в программах ЮНЕСКО и в ряде международных проектов: «Немецкий клуб», «Школы — партнёры будущего», «Открытый мир» и других.
Встречи и выступления выпускников
Первый большой юбилей гимназия отмечала в 1912 году. К нему была произведена первая реконструкция — пристроен гимнастический зал.
Отмечались также 100-летие, 130-летие и 150-летие гимназии, собравшие сотни выпускников со всего мира.
Традиционными стали и лекции, проводимые в гимназии бывшими выпускниками школы. Последние годы лекциями бывших выпускников гимназии удаётся заполнить целые учебные дни — «День культуры» и «День науки».
В гимназии действует музей, хранящий все архивы, фотографии и другие данные, связанные с её историей и деятельностью её учеников и учителей.

### История гимназии
1. ↑  Городская школа в общественной и культурной жизни Урала: конец XVIII-первая половина XIX в. — Уральское отделение РАН, 2006. — С. 254. — 409 с. Архивировано 13 декабря 2014 года.
2. ↑  МОУ «Гимназия № 9». 150 лет со дня открытия. СОУНБ им. В.Г.Белинского (3 ноября 2011). — «Директором гимназии был назначен Крупенин Александр Дмитриевич». Дата обращения: 22 апреля 2013. Архивировано 19 декабря 2014 года.
3. ↑  Самая старая школа в Екатеринбурге — 9-я гимназия. «Официальный портал Екатеринбурга». 30 августа 2012. Архивировано 26 декабря 2014. Дата обращения: 23 апреля 2013. {{cite news}}: Неизвестный параметр |description= игнорируется (справка)
4. ↑  История УОЛЕ.
5. ↑  Ш. И. Ганелин, 1954, с. 112.
6. ↑  Л. И. Зорина, 1989, с. 86.
7. ↑  Вспоминая старый город Екатеринбург (Василий Некрасов) | Альманах «Уральская старина», № 5. Дата обращения: 3 мая 2013. Архивировано из оригинала 2 февраля 2014 года.
8. ↑  Екатеринбург | Отец уральских зодчих. Дата обращения: 4 мая 2013. Архивировано 1 февраля 2014 года.
9. ↑  «Самый большой на Урале гимнастический зал с вентиляцией и паровым отоплением был в Екатеринбургской мужской гимназии (1912)» Физическая культура // Уральская историческая энциклопедия.
10. ↑  Фото гимназии, где в военные годы размещались госпитали № 1326 и № 3866. Дата обращения: 16 апреля 2013. Архивировано 2 августа 2012 года.
11. ↑  [Сведения о госпиталях, размещавшихся в г. Свердловске во время Великой Отечественной войны. Дата обращения: 16 апреля 2013. Архивировано 26 сентября 2013 года. Сведения о госпиталях, размещавшихся в г. Свердловске во время Великой Отечественной войны]
12. ↑  Почетные граждане Екатеринбурга. — 2-е издание, дополненное. — Екатеринбург: "ИД "СОКРАТ", 2008. — С. 164—167. — 192 с. — (Исторические очерки). Архивировано 23 октября 2013 года.
13. ↑  В 2002 году в Екатеринбурге уменьшится количество ветхих школ. "Новый регион". 14 марта 2002. Архивировано 9 января 2014. Дата обращения: 27 апреля 2013. Также средства будут направлены на ремонт и реконструкцию гимназий № 9 и 135 {{cite news}}: Неизвестный параметр |description= игнорируется (справка)
14. ↑  Гимназия № 9, Фото 1999 г (1999). — Фотография гимназии в конце XX века. Дата обращения: 23 апреля 2013. Архивировано 30 апреля 2013 года.
15. ↑  Управление образования Екатеринбурга. Новые и реконструированные объекты образования (отчет). «Официальный портал Екатеринбурга» (8 февраля 2012). — «В ходе реконструкции возведен и новый пристрой к школе, что не только позволило увеличить на 250 мест вместимость школы, но и разместить на дополнительных площадях современную школьную столовою и новый актовый зал». Дата обращения: 27 апреля 2013. Архивировано 2 мая 2013 года.
16. ↑  Екатерина Норсеева (8 июня 2011). «Единороссы» хотят вернуть территориальный принцип приема в школы. «Новый регион». Дата обращения: 4 мая 2013. {{cite news}}: Неизвестный параметр |description= игнорируется (справка)Википедия:Обслуживание CS1 (url-status) (ссылка)
17. ↑  Руслан Исмаилов (20 апреля 2011). Одним из родителей, переживших «игру на выбывание» у элитной гимназии, оказался Стас Чернецкий – он честно отстоял в очереди, чтобы пристроить сынишку в «девятку». Как это было. Служба новостей «URA.Ru». Архивировано 7 декабря 2014. Дата обращения: 4 мая 2013.
18. ↑  Валентина Ярославцева (13 марта 2013). Не все школы Екатеринбурга смогут принять в этом году первоклассников. "Новый регион". Архивировано 11 мая 2013. Дата обращения: 4 мая 2013. прекращает набор в первые классы в связи с реорганизацией – образовательное учреждение станет ресурсным центром, как и гимназия №9. Проживающие в этом районе первоклассники отправятся в близлежащую школу №69
19. ↑  Первоклассники, постройтесь! За школами начали закреплять дома. «Новости „66.ru“». Архивировано 2 мая 2013. Дата обращения: 2 мая 2013.
20. ↑  Гимназия № 9, возможно, не будет набирать первоклассников в этом году — Новости — 66.ru. Дата обращения: 16 апреля 2013. Архивировано 6 декабря 2014 года.
21. ↑  Директор гимназии рассказала, как будут принимать в школы. 66.ru - Новости. 4 мая 2011. Архивировано 6 декабря 2014. Дата обращения: 4 мая 2013. {{cite news}}: Неизвестный параметр |description= игнорируется (справка)